# Regionální metamorfóza

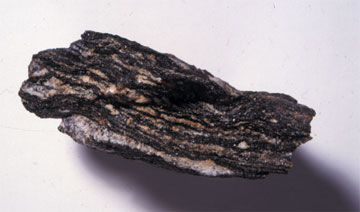
Biotitická pararula je typickým představitelem hornin vznikající během regionální metamorfózy (sbírky USGS)

Regionální metamorfóza (zřídka dynamotermální metamorfóza) je typ geologické metamorfózy postihující rozsáhlé oblasti zemské kůry, často celé regiony pásmových pohoří. Dochází k ní většinou při tzv. kontinentální kolizi, kdy dochází k srážce kontinentálních tektonických desek a ponořování obrovských mas hornin do hlubších částí kůry, kde jsou po dlouhou dobu vystaveny vyšším teplotám a tlakům.
Regionální metamorfózu většinou doprovází kromě minerálních změn i výrazná deformace hornin, hlavně vrásnění a střih. Na rozdíl od periplutonické a kontaktní metamorfózy není tepelný účinek metamorfózy jasně vázán na rozsáhlé plutonické intruze. Produktem regionální metamorfózy jsou krystalické břidlice, hlavně fylity, svory a ruly, ale může vznikat i řada jiných hornin jako jsou amfibolity, mramory nebo migmatity. Regionální metamorfóza má mezi metamorfními procesy v kontinentální zemské kůře největší význam.
Termín jako první použil G. A. Daubrée.

## Podmínky vzniku

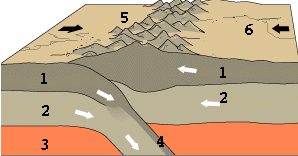
Schéma kontinentální kolize:
1. kontinentální kůra / 2. litosféra / 3. astenosféra / 4. zanikající kontinentální kůra / 5. pásmové pohoří / 6. náhorní plošina. Regionální metamorfóza se projevuje nejvíce v horninách, které jsou pochovány do hlubších částí litosféry

Za běžných připovrchových podmínek narůstá teplota v zemské kůře o 1 °C každých 33 až 40 hloubkových metrů. Narůstání tlaku s hloubkou není jen důsledkem tíhy nadložních hornin, ale i výsledkem tektonických tlaků při srážkách tektonických desek. Míra metamorfózy je tedy dána teplotně-tlakovými podmínkami (P-T podmínkami). Obě veličiny při tom narůstají směrem do hloubky.
Je tak možno sledovat, že více přeměněné horniny obsahují minerály, které jsou stabilní při vyšších teplotách a tlacích. Některé z nich se za běžných připovrchových podmínek prakticky ani nemusí vyskytovat a jsou primárně známé jen z přeměněných hornin (např. granát, amfiboly, a aluminosilikáty jako kyanit, sillimanit, andalusit, staurolit a jiné). Zvýšený tlak má většinou za následek vznik výrazné metamorfní břidličnatosti a dalších foliací regionálně přeměněných hornin. Minerály totiž rostou přednostně ve směru kolmém na působení tlaku a tlakem jsou zároveň zplošťovány, čímž vytvářejí typickou břidličnatou texturu regionálně přeměněných hornin. Tento jev často umocňuje fakt, že mnohé horninotvorné minerály přeměněných hornin mají destičkovitý nebo lístkovitý habitus (např. slídy, amfiboly).
Pro vznik metamorfovaných hornin je kromě tlaku a teploty potřebná i původní hornina, tzv. protolit. Protolitem může být nemetamorfovaná (usazená nebo vyvřelá hornina), nebo i dříve přeměněná hornina, která je při horotvorných procesech znovu ponořena do hloubky litosféry a opětovně přeměněna. Takovéto opětovně metamorfované horniny se označují jako polymetamorfované. Proces vícenásobné metamorfózy je relativně častý.
Přeměněné horniny regionální metamorfózy zpravidla vznikají v teplotně-tlakových podmínkách teplot nad 200-300 °C a tlacích 200 MPa (resp. 2 kilobary). Pokud teplota přesáhne 650-800 °C a tlak 200 až 1500 MPa (v závislosti na přítomnosti fluid), může regionální metamorfóza přecházet až do anatexe - částečného nebo úplného roztavení původní horniny. Tímto způsobem vznikají migmatity a některé druhy granitů.
K regionální metamorfóze dochází v hlubších částech zemské kůry, více než 10-25 km (zřídka do 50 km) hluboko, často v oblastech kořenů pásmových pohoří, které jsou při orogenezi pochovány do hloubky. Kromě samotné kontinentální kolize se může jednat i o srážky ostrovních a vulkanických oblouků při subdukci oceánské kůry. V důsledku vyrovnávání podmínek v litosféře - tzv. izostázi, hlavně faktu, že přeměněné horniny kontinentální kůry jsou zpravidla lehčí než hmota zemského pláště, dochází dřív či později k postupnému vyzdvižení. Tento proces je v současnosti možné pozorovat například v Himálaji a Tibetské náhorní plošině nebo Alpách. Výrazně vyzdvihované oblasti jsou vystaveny působení vnějších činitelů, jakými jsou vítr a voda (led), které mají za následek jejich erozi. Když eroze odstraní nejsvrchnější části zemské kůry, většinou budované usazenými nebo nepřeměněnými horninami, dosáhne erozní řez i do hornin hlubší kůry, které byly v minulosti přeměněny.

## Způsoby výzkumu
Pro popis přeměněných hornin vznikajících regionální metamorfózou byly zavedeny koncepty metamorfních zón, izográd a metamorfních facií, které na základě přítomných diagnostických minerálů umožňují stanovit teplotně-tlakové podmínky regionální metamorfózy. S pomocí metod radioaktivního datování hornin je potom možno rekonstruovat teplotně-tlakové dráhy a jejich změny v průběhu času (tzv. P-T-t dráhy).

## Lokality
Dobrými lokalitami ke studiu regionální metamorfózy jsou rozsáhlé štítové oblasti kontinentů ale i krystalinické masivy mladších pohoří. Ty jsou známy z Českého masivu, krystalinických masivů Alp a ukrajinského štítu. Na Slovensku je možné tyto horniny pozorovat v krystalinických jádrech některých jaderných pohoří ale hlavně ve východní části Nízkých Tater a západní části Slovenského rudohoří.